# Выжившие. Бетонная утопия
«Выжившие. Бетонная утопия» (кор. 콘크리트 유토피아) — художественный фильм южнокорейского режиссёра Ом Тхэхва с Ли Бёнхоном и Пак Соджуном и Пак Поён в главных ролях. Вышел на экраны 9 августа 2023 года.

## Сюжет
После мощного землетрясения большая часть Сеула была разрушена. Среди руин остался лишь один жилой дом — апартаменты «Императорский дворец». Местным обитателям предстоит защищать убежище от посторонних, которые хотят найти заветное спасение в многоэтажке.

## В ролях
- Ли Бёнхон — Ёнтхак
- Пак Соджун — Минсон
- Пак Поён — Мёнхва
- Ким Сонён — Кымэ
- Пак Чиху — Хевон
- Ким Доюн — Тогюн

## Премьера и восприятие
Премьера картины состоялась 9 августа 2023 года. Фильм был положительно принят критиками. Сайт Rotten Tomatoes сообщает, что 100% из 54 профессиональных кинокритиков положительно отозвались о фильме. Критический консенсус сайта гласит: «Фильм использует постапокалиптическую основу для постановки вопросов относительно стремления к выживанию и разумно исследует потаённые стороны человеческой натуры».